# Almond (village, New York)
Pour les articles homonymes, voir Almond.
Almond est un village des comtés d'Allegany et Steuben, dans l'État de New York, aux États-Unis. En 2020, il comptait une population de 415 habitants.

## Démographie
Lors du recensement de 2020, le village comptait une population de 415 habitants.